# Blödite
La blödite est un minéral, sulfate de sodium et de magnésium hydraté de formule : Na2Mg(SO4)2·4H2O. Le minéral est de couleur claire à jaune, souvent assombrie par des inclusions et forme des cristaux monocliniques.
La blödite fut décrite pour la première fois en 1821 pour une occurrence dans un dépôt de sel à Ischler Salzberg, Bad Ischl, Gmunden, Autriche et nommé d'après le minéralogiste et chimiste allemand Karl August Blöde (1773–1820),.
On la trouve dans le monde entier dans des environnements sédimentaires évaporitiques tels que le Grand Lac Salé dans l'Utah. 

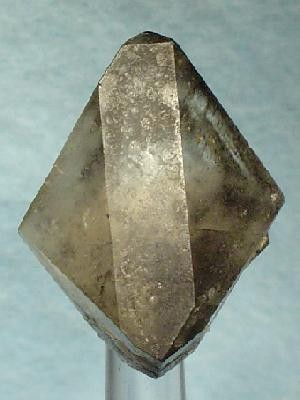
Cristal de Soda Lake (taille : 2,9 x 2,2 x 1,4 cm).